# Авдуловы
Авдуловы (Овдуловы) — древний русский дворянский род герба Погоня.
Род записан Губернским дворянским депутатским собранием в VI часть дворянской родословной книги Московской губернии Российской империи и утверждён Герольдией Правительствующего Сената в древнем (столбовом) дворянстве.
Известны ещё несколько дворянских родов этой фамилии более современного происхождения.

## История рода
Семён Алексеевич, Дмитрий, Степан, Семён и Иван Булгаковичи Овдуловы в последней четверти XVI века служили в детях боярских по Коломне и вёрстаны поместьями в Коломенском уезде. Дмитрий Васильевич и Нехороший Семёнович служили по выбору по Коломне, и Нехороший находился на службе в Ельце (1646).
Десять представителей рода владели населёнными имениями (1699).

## Описание герба
В верхней половине щита, в серебряном поле, находится голубое стропило и на нём изображены: солнце в сиянии и две серебряные луны, обращённые рогами вверх. В нижней, красной половине, ездок с подъятым мечом, скачущий на белом коне в левую сторону.
Щит увенчан дворянским шлемом и короной со страусовыми перьями. Намёт на щите золотой, подложенный голубым и красным. Герб дворянского рода Авдуловых записан в Часть IX Общего гербовника дворянских родов Всероссийской империи, страница 62.

## Известные представители
- Авдуловы: Иван Дементьевич, Нефёд Андреевич, Яков Филиппович — стряпчие (1681—1692)
- Авдуловы: Борис Филиппович, Тихон Семёнович — московские дворяне (1677—1692).
- Авдулов Никита Дементьевич — стольник (1692)[5].